# Лазарь (Любимов)
Ла́зарь (в миру Михаи́л Ива́нович Люби́мов; 22 декабря 1897, село Литвиново, Наро-Фоминский уезд, Московская губерния — 22 декабря 1937, Бутовский полигон, Московская область) — обновленческий епископ Моршанский, викарий Московской епархии, до 1935 года — тайный иосифлянсий епископ.

## Биография
Родился 22 декабря 1897 года в селе Литвиново Нарофоминского уезда Московской губернии в семье «служителя культа». Отец- Иван Иванович Любимов (1876—1915), священник, мать — Татьяна Ивановна (1880—1922), братья были так же священниками — Николай Иванович (похоронен в Пензенской области), Владимир Иванович (похоронен в Оренбургской области), Александр Иванович (расстрелян), Виктор Иванович (1904—1938), Сергей Иванович и Вениамин Иванович (1905—1976), сестры — Мария (1901) и Екатерина (1909—2002).
Окончил духовную семинарию. С 1919 года был рукоположён в сан священника.
В 1922 году заочно окончил Московскую Духовную Академию, действовавшую тогда нелегально. Во время учебы служил в Храме иконы Божией Матери в подмосковном Клину, где, после смерти отца и проживала его семья. Около храма похоронена его мать — Татьяна Ивановна.
Осудил «Декларацию» Заместителя Патриаршего Местоблюстителя митрополита Сергия (Страгородского) и Временного Патриаршего Синода при нём от 29 июля 1927 года. Впоследствии отделился от митрополита Сергия, примкнув к иосифлянскому движению. Говорил, что «…ни в коем случае нельзя допустить, чтобы верующие признавали Сергианскую церковь, так как это ведёт к некоторому примирению с существующим строем…».
С 1928 года служил в церкви святителя Николая Большой Крест на Ильинке в Москве.
Овдовел. В 1930 году принял монашество и по некоторым данным тайно хиротонисан иосифлянами во епископа Бронницкого.
С мая 1931 года — настоятель церкви святителя Николая Большой Крест на Ильинке.
Осенью 1931 года возглавил московских иосифлян.
В декабре 1931 года ездил в Крым к иосифлянскому епископу Гавриилу (Красновскому).
В 1932 году арестован по делу «Московского филиала ИПЦ» и приговорён к 3 годам заключения, которые были заменены ссылкой. После освобождения перешёл в обновленчество.
6 января 1935 году перерукоположён обновленцами во епископа, согласно его заявлению о том, что до этого рукоположен во епископа «анархическим» староцерковническим епископом Андреем (Ухтомским) с титулом епископа Загорского, викария Московской епархии и считал эту хиротонию недействительной.
7 января 1935 года, на другой день после хиротонии, назначен настоятелем церкви Всех Святых во Всехсвятском в Москве.
19 января по сентябрь 1935 года — обновленческий епископ Клинский.
С сентября 1935 года — обновленческий епископ Моршанский, настоятель Троицкого собора в Моршанске Тамбовской области.
9 марта 1936 года уволен за штат. Работал бухгалтером в кафе. Имел жену и малолетнего сына. Как и многие из обновленцев являлся тайным осведомителем ГПУ.
9 декабря 1937 года назначен священником Оренбургской Дмитровской церкви.
15 декабря 1937 года был арестован по делу профессора Белоликова. В деле указывалось, что он был «без определенных занятий и места жительства», «скрывавшийся на квартире» в Большом Коптевском проезде. Правда, впоследствии, в ходе заполнения анкеты арестованного, сотрудники НКВД все же установили, что епископ Лазарь работает бухгалтером в кафе № 31, расположенном на Пятницкой улице. Епископ Лазарь имел жену 22-летнего возраста и 3-месячного сына Олега. Обвинялся в том, что «являлся организатором к-р монархической группы попов, вел агитацию против выборов в Верховный Совет Союза ССР, восхвалял монархический строй, подготовлял церкви к нелегальному существованию на случай закрытия последних, распространял к-р провокационные слухи о якобы существующем в СССР гонении на религию и духовенство, о войне и якобы скорой гибели соввласти, о тяжелом материальном положении трудящихся в СССР и т. д., то есть в преступлении, предусмотренном ст.58 п.10 и 11 УК РСФСР». Следствие велось с грубейшим нарушением процессуальных норм. На следствии вёл себя мужественно, ложных обвинений не признал.
20 декабря 1937 года приговорен тройкой при УНКВД СССР по Московской области по ст. ст. 58-10 и 11 УК РСФСР (организация контрреволюционной монархической группы и распространение провокационных слухов) к Высшей мере наказания.
22 декабря 1937 года расстрелян на Бутовском полигоне под Москвой.